# 东山街道 (赣州市)
东山街道，是中华人民共和国江西省赣州市南康区下辖的一个乡镇级行政单位。
2023年12月25日，从东山街道]析出龙珠坊、挹翠路、南水、惠民、益民、城南、南平、幸福、村坊里、长排上、天马山、南原、芙蓉、爱民路、塔坳、佳福等16个居委会和大卫、南山、桐梓、上坪等4个村委会，设立南水街道。

## 行政区划
东山街道下辖以下地区：
东山社区、朱边社区、金鸡社区、坪岭社区、南水社区、窑边村、坪塘村、官坑村、石塘村、文峰村、上龙村、坨圳村、南山村、大围村、桐梓村和上坪村。